# 吉达喷泉

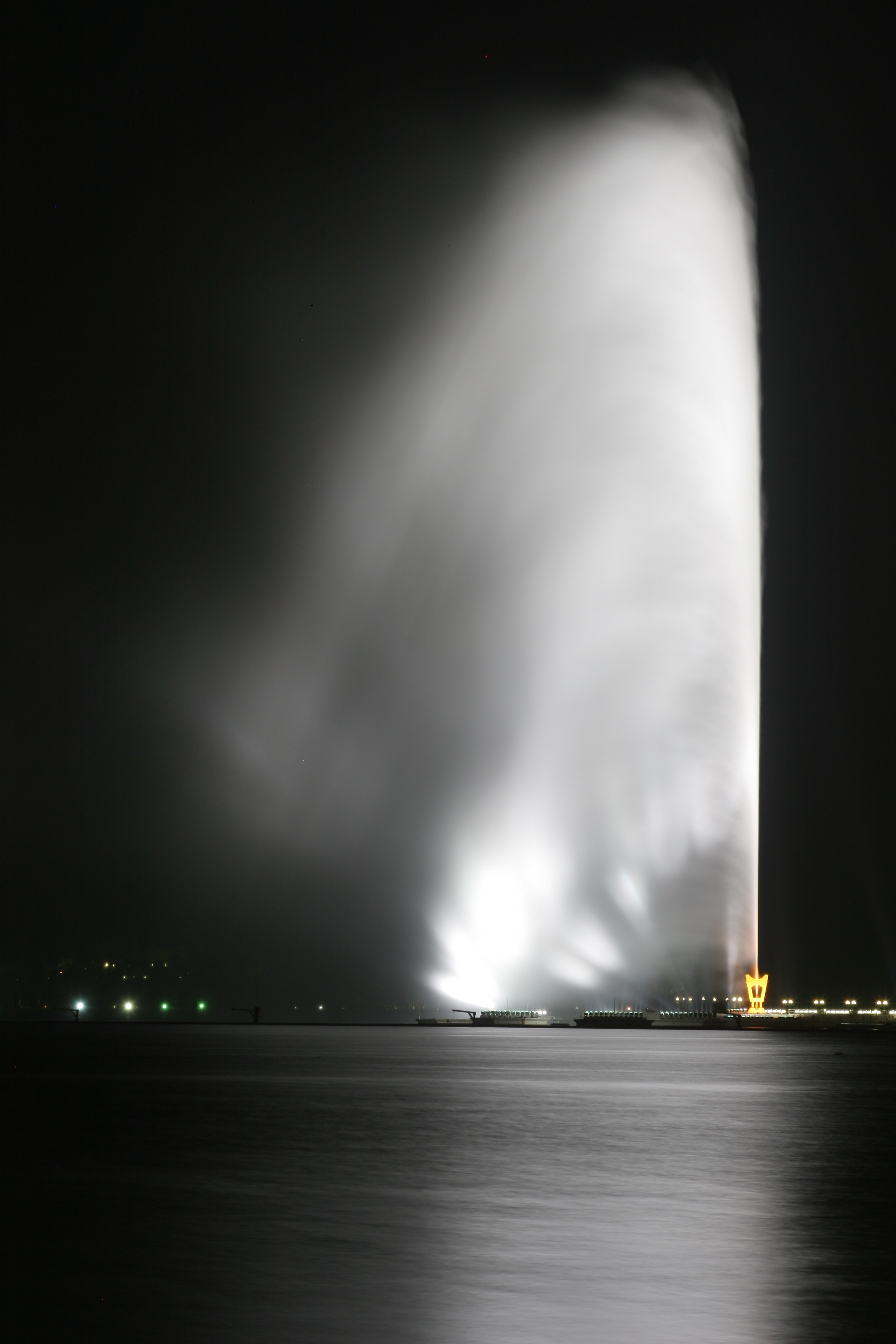
吉达喷泉

吉达喷泉（阿拉伯語：نافورة الملك فهد，又名法赫德国王喷泉），是世界上最高的喷泉，位于沙特阿拉伯吉达海岸边。由法赫德国王捐赠给吉达。喷泉于1980年到1983年建造，1985年开始使用。喷泉喷出的水高达 312（1,024英尺），可达 375（233英里）每小时的速度。喷泉使用的是红海中的咸海水。在夜晚，500支聚光灯被用来衬托吉达喷泉。
2010年3月27日，吉达喷泉关闭了所有灯光来支持地球一小时活动。